# جيمس مارش (أستاذ جامعي)
جيمس مارش (بالإنجليزية: James Marsh)‏ هو فيلسوف أمريكي، ولد في 19 يوليو 1794 في هارتفورد في الولايات المتحدة، وتوفي في 3 يوليو 1842.